# Turismo en Madrid
En el año 2012 Madrid fue la trigésimo primera ciudad más visitada del mundo por turistas internacionales con 4,1 millones de turistas urbanos y la segunda de España tras Barcelona. Es además sede de la Organización Mundial del Turismo y de la Feria Internacional del Turismo – FITUR.
Se han destacado entre las características que otorgan importancia a Madrid en el ámbito turístico detalles como las buenas comunicaciones de la ciudad, la importancia en un marco europeo del aeropuerto y la cercanía de este al centro urbano, una «excelente» red de Metro, el elevado número de sedes corporativas, o la importancia del IFEMA en un contexto sureuropeo, ya señalada como de orden europeo y global en 1995. Ricardo Lenoir destaca por otra parte como un punto turístico fuerte de la capital la presencia de tres pinacotecas de importancia global.
La condición de capital de la ciudad favorece la actividad empresarial y se ha considerado que su carácter «abierto» es un punto a favor en el contexto del turismo de negocios. La percepción positiva de la ciudad está influida por percepciones positivas de la vida nocturna, su ambiente cosmopolita y la hospitalidad, también influye su condición de ciudad LGTB friendly, mientras entre las percepciones negativas se encuentran el tráfico y la contaminación, problemas que el Ayuntamiento trata de erradicar.

## Número de turistas
El turismo en Madrid presenta tres máximos anuales de afluencia de visitantes: octubre, julio y mayo o abril, siendo el de octubre el más importante.
En el periodo 1997-2010 la tendencia del número de turistas es de aumento. Dentro de ese periodo, en el año 2006 Madrid fue la cuarta ciudad más visitada de Europa y la primera de España, con casi siete millones de turistas. Sin embargo en los comienzos de la década de 2010 se produce una caída del número de turistas en Madrid frente a un ascenso del número de turistas foráneos en el resto de España. En 2014, El País destacaba signos de la recuperación turística de la capital.